# ونکاویتسا (استان سیلسیان)
ونکاویتسا (استان سیلسیان) (به لهستانی: Łękawica) یک روستا در لهستان است که در گمینا ونکاویتسا واقع شده‌است. ونکاویتسا ۲٬۱۶۹ نفر جمعیت دارد.